# Монте-Санта-Мария-Тиберина
Мо́нте-Са́нта-Мари́я-Тибери́на (итал. Monte Santa Maria Tiberina) — коммуна в Италии, расположена в области Умбрия, подчиняется административному центру Перуджа.
Население составляет 1217 человек, плотность населения составляет 17 чел./км². Коммуна занимает площадь 72 км². Почтовый индекс — 6010. Телефонный код — 075.
В коммуне 15 августа особо отмечается Успение Пресвятой Богородицы.